# Palácio da Mogiana

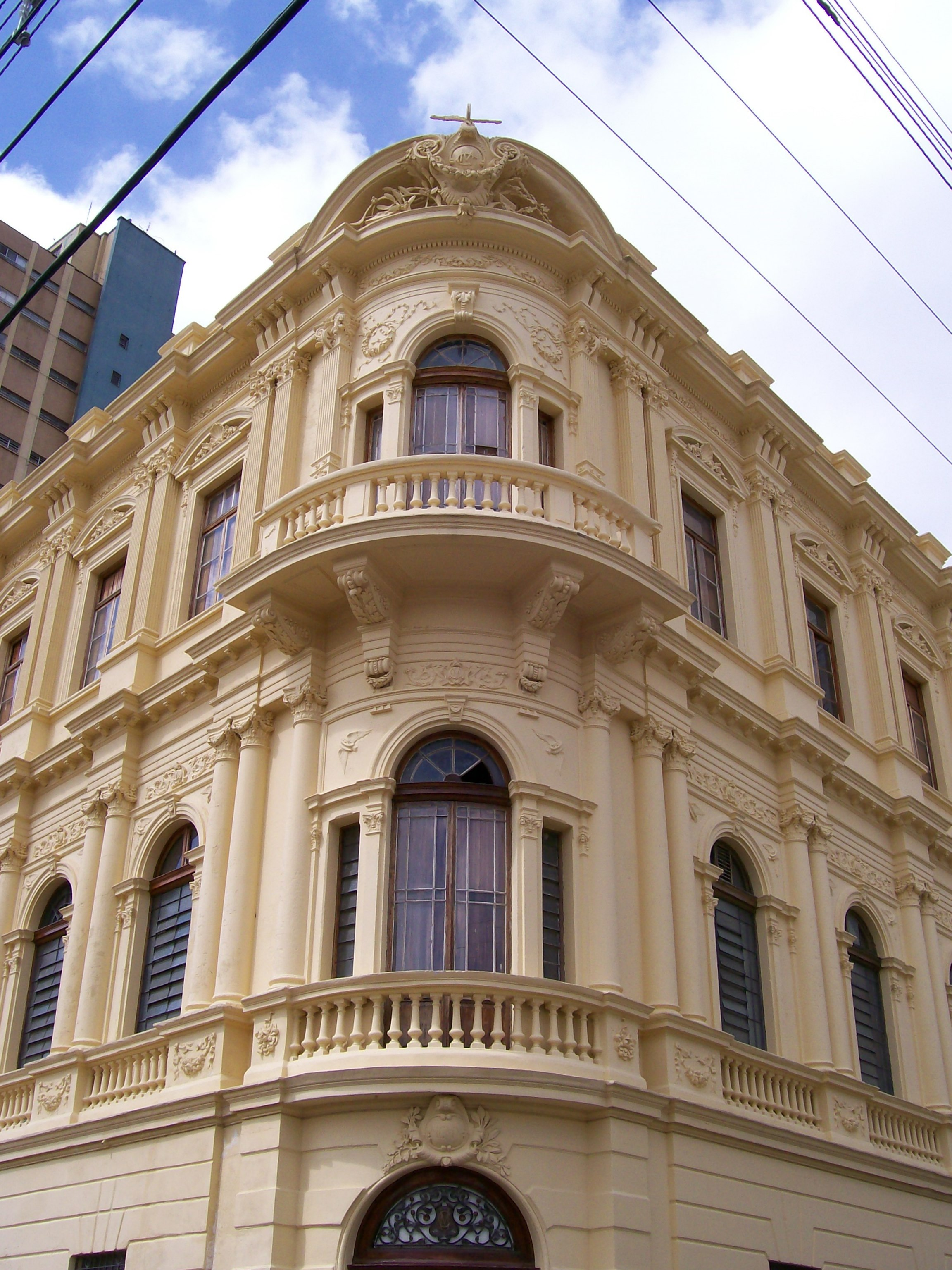
Facade du Palácio da Mogiana, au carrefour entre la rue Visconde do Rio Branco et la rue General Osório

Le Palácio da Mogiana est un bâtiment historique de la ville de Campinas, au Brésil, situé dans le quartier Centre. Construit entre 1891 et 1910, l'édifice a été occupé jusqu'en 1972 par la Companhia Mogiana de Estradas de Ferro, une compagnie ferroviaire brésilienne, et a été son siège social jusqu'en 1926.

## Sources
- (pt) Cet article est partiellement ou en totalité issu de l’article de Wikipédia en portugais intitulé « Palácio da Mogiana » (voir la liste des auteurs).